# 崩砂
バンサー（広東語 : 𲀃䖢 bang1sa11、英語: Daliang bengsha, butterfly-shaped cookies）は、かりんとうに似た、小麦粉をこね、油で揚げて作る中国広東省の菓子。蝶に似た形と、きつね色に揚がった、香ばしく、さくさくした食感と、砂糖や腐乳を使った独特の甘からい味が特徴。

## 概要
広東省仏山市順徳区大良鎮の地方菓子で、バンサーは地元の方言で蝶を意味する。漢字では元々「𲀃䖢」 （方言字）の様に書かれる。一般のコンピュータで表示できないため、同音の「崩砂」、「崩沙」、「磞砂」、「蹦砂」などの字を当て字として使っている場合がある。

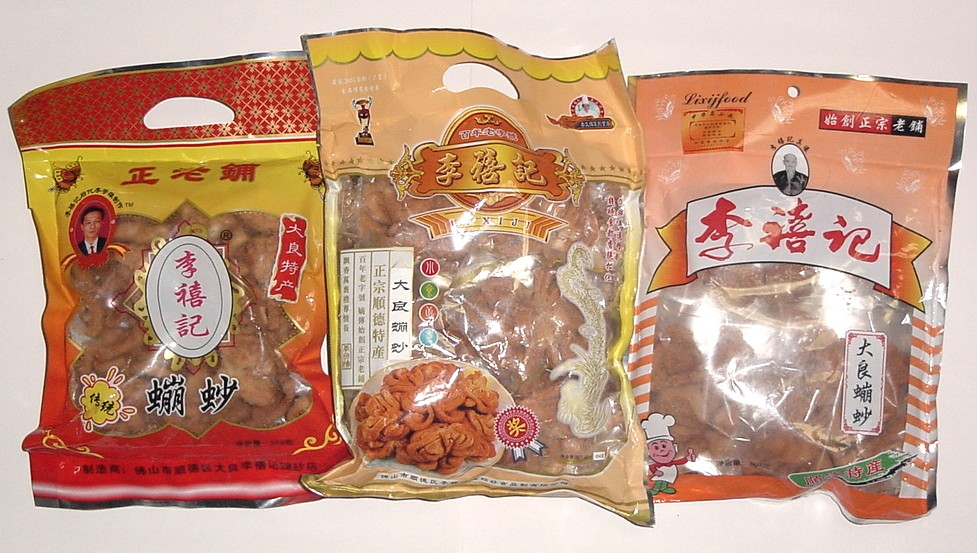
市販の各メーカー製大良バンサー

清代乾隆年間（1736年 - 1795年）の53年（1788年ごろ、大良の東門外で梁成章という人が開いた「成記」という店でかりんとうのような薄く硬い揚げ菓子が考案され、その後、李禧という人が開いた「李禧記」という店が現在の形のように蝶の形に改良したといわれており、さらに1920年代になって息子の李翹雲が発酵した小麦粉の種を入れて、さっくりした食感のものに改良した。現在もそれらの伝統を継ぎながらも味などを改良した製法で、大良にある多くのメーカーが製造している。現在、複数のメーカーが「李禧記」という屋号を企業名に入れたり、パッケージに表示しているが、各経営者は李禧の子孫で親戚関係にあるため、どれが本物、あるいは元祖ということはできず、商標権も一社独占は認められていない。また、広州市などにも製造するメーカーが複数あり、商品は香港の食料品店などでも売られている。

## 作り方
小麦粉（薄力粉）に水、砂糖、塩、調味料と膨張剤（炭酸水素アンモニウムなど）を加えてこね、板状にのした後で、長方形に切り、まん中でねじって、低めの温度のラードまたは植物油でじっくりと揚げる。水分が少ないため、半年程度保存がきく。

## 種類
主に大きさと味付けのバラエティーがある。伝統的な、砂糖の甘さの他に腐乳で塩からい風味を付けたものの他、オイスターソース味、唐辛子と花椒の四川風味、エビペースト風味などのものも売られている。